# 123e régiment d'infanterie territoriale
Le 123e régiment d'infanterie territoriale est un régiment d'infanterie de l'armée de terre française qui a participé à la Première Guerre mondiale.

## Création et différentes dénominations
Le régiment reçoit son numéro par décret du 19 mars 1875 et est destiné à être formé, en cas de mobilisation, à Mende (Lozère). Il est mis sur pied à partir du 2 août 1914 dans cette ville.

## Chefs de corps
- Lieutenant-colonel Masson
- Lieutenant-colonel Dugas
- Lieutenant-colonel Carnot

## Historique des garnisons, combats et batailles du6eRIT

### Première Guerre mondiale

#### 1914
- 4 novembre, rejoint la 2e armée vers Albert (Somme) et Roye (Somme).
- 9 novembre, dans les tranchées, vers Assainvillers.

#### 1915
- 16 avril, le 123e quitte le front.
- 1er mai, le 123e en première ligne vers Herleville et Fontaine-lès-Cappy.
- 8 juillet, le 123e arrive à Dunkerque.
- 1er août, en première ligne vers Nieuport (Belgique).
- 26 novembre, quitte le front et se repose vers Saint-Omer (Pas-de-Calais).

#### 1916
- 12 février, en première ligne vers Adinkerque.
- 21 septembre, le 123e rejoint le front de la Somme, Bataille de la Somme (1916).
- 24 septembre, le 123e se bat vers Belloy-en-Santerre.
- 23 décembre, le 123e est au repos vers Toul.

#### 1917
- 16 avril, front de l'Aisne, le 123e se bat vers Vesle.
- 3 mai, le 123e se bat vers Cormicy.
- 1er août, le 123e est au repos vers Vitry[Lequel ?].
- 23 août, le 123e est envoyé vers Verdun, sur la côte 304.
- 5 novembre, le 123e est relevé.

#### 1918
- 29 mars, dans la forêt de Hesse.
- 6 avril, à Bailleul (Nord).
- 16 juillet, le 123e se bat vers Avenay.

#### 1919
- 1er février, dissolution du régiment.
- 14 juillet, le drapeau du 123e territorial défile lors des fêtes de la victoire.

## Drapeau
Il porte, cousues en lettres d'or dans ses plis, les inscriptions suivantes :
- L'Yser 1914

## Personnages célèbres ayant servi au123eRIT
- Augustin Trébuchon

### Sources et bibliographie
1. ↑  Victor Belhomme, Histoire de l'infanterie en France, t. 5, Henri Charles-Lavauzelle, 1902 (lire en ligne), p. 624-626.
2. ↑  http://www.ancestramil.fr/uploads/01_doc/terre/infanterie/1914-1918/123_rit_1914-1918.pdf
3. ↑  Décision no 12350/SGA/DPMA/SHD/DAT du 14 septembre 2007 relative aux inscriptions de noms de batailles sur les drapeaux et étendards des corps de troupe de l'armée de terre, du service de santé des armées et du service des essences des armées, Bulletin officiel des armées, no 27, 9 novembre 2007